# Reussinella arctica
Reussinella arctica is een mosdiertjessoort uit de familie van de Microporidae. De wetenschappelijke naam van de soort werd, als Euritina arctica, in 1950 gepubliceerd door Osburn.